# Ferdinand Didrichsen
Didrik Ferdinand Didrichsen, född 3 juni 1814, död 20 mars 1887, var en dansk botaniker.
Didrichsen deltog som läkare på korvetten "Galathea" i den första danska världsomseglingen 1845-1847 och bidrog därunder som assistent till Bernhard Casper Kamphǿvener i insamlandet av ett stort antal exotiska växter, när Kamphǿvener lämnade expeditionen 1846 övertog han dennes arbetsuppgifter. Han blev 1856 assistent vid botaniska trädgården i Köpenhamn, 1858 docent i botanik och 1875 (som  Ørsteds efterträdare) professor i botanik vid Köpenhamns universitet och samtidigt direktör för botaniska trädgården. Auktorsnamnet Didr. kan användas för Ferdinand Didrichsen i samband med ett vetenskapligt namn inom botaniken; se Wikipediaartiklar som länkar till auktorsnamnet.

## Utmärkelser
- Riddare av Dannebrogorden,  1878[2]

[Redigera Wikidata]